# 핫펠트
핫펠트(본명: 박예은, 1989년 5월 26일~ )은 대한민국의 가수이자 작곡가이다. 과거 JYP 엔터테인먼트 소속 걸그룹 원더걸스의 멤버였다. 2014년 7월에는 미니앨범 Me?를 발표하면서 솔로 가수로 데뷔하였다.

## 생애
예은은 1989년 경기도 고양군에서 태어났다. 정발고등학교와 경희대학교 포스트모던 음악학과를 졸업했다. 댄스 동아리나 보컬 동아리 등을 통해 가수 데뷔를 준비하다가, 2007년 1월 MTV·다음 주최 ‘UCC 스타 선발대회’에 합격하여 선예, 현아, 소희, 선미 이후로 발탁되어 그룹에 합류하였다. 예은은 'The Wonder Years - Trilogy'의 4번 트랙 "Saying I love you"를 직접 작곡, 작사하고 정규 2집'Wonder World'의 1번 트랙 "G.N.O."를 작곡, 작사하였다.

## 학력
- 고양백석초등학교 (졸업)
- 백신중학교 (졸업)
- 정발고등학교 (졸업)
- 경희대학교 포스트모던음악학과 (휴학)

## 음반 활동
예은은 2014년 7월 22일 JYP 엔터테인먼트의 유튜브 채널을 통해 "핫펠트"라는 예명으로 미니앨범을 발매할 것을 예고했다. 그달 24일과 26일에는 타이틀곡 "Ain't Nobody"의 1차와 2차 티저가 각각 공개되었다. 31일 미니앨범 "Me?"를 발매하고 그날 《엠카운트다운》에서 데뷔무대를 가졌다.

### OST
| 종류 | 음반 정보                                       | 트랙 리스트          |
| ---- | ----------------------------------------------- | -------------------- |
| OST  | 《드림하이 2 O.S.T》 - 발매일 : 2012년 3월 26일 | - 3. Hello To Myself |

### 작곡 활동
- 발매일 : 2012년 6월 4일

| 종류 | 음반 정보                                        | 트랙 리스트            |
| ---- | ------------------------------------------------ | ---------------------- |
| EP   | 《원더걸스 EP》 - 발매일 : 2009년 9월 26일       | - 4. Saying I love you |
| 정규 | 《원더걸스 정규 2집》 - 발매일 : 2011년 11월 7일 | - 1. G.N.O.            |
| OST  | 《드림하이 2 O.S.T》 - 발매일 : 2012년 3월 26일  | - 3. Hello To Myself   |
| EP   | 《원더걸스 EP》 - 발매일 : 2012년 6월 4일        | - 1. R.E.A.L           |
| EP   | 《원더걸스 EP》 - 발매일 : 2012년 6월 4일        | - 4. Girlfriend        |

### 피쳐링 참여곡
- 2007년 박재범 - 한성별곡 OST
  - 4. 正(정) (Feat. 예은)
- 2008년 H-유진 - EP 《환상의 짝꿍》
  - 1. 환상의 짝꿍 (Feat. 예은)
- 2010년 San E - EP 《Everybody ready?》
  - 6. 놀자 (Feat. 예은)
- 2013년 Leo Kekoa - Digital Single ‘줄 수 있어’
  - 1. 줄 수 있어 (Feat. 양동근, 예은 of 원더걸스)
- 2013년 Leo Kekoa - Digital Single So Good
  - 1. So Good (Feat. 빈지노, 예은 of 원더걸스)
- 2014년 개코 - 1집 REDINGRAY
  - 7. 화장 지웠어 (Feat. Zion.T, HA:TFELT)

### 기타
- 2010년 - JYP Nation 《This Christmas》〈This Christmas〉

## 방송 활동
- 2012년 KBS2 《드림하이 2》 9화 게스트 출연.
- 2013년 tvN 《빠스껫 볼》 - 고봉순 역
- 2015년 SBS 《인기가요》
- 2016년 MBC 《미스터리 음악쇼 복면가왕》 - 웬 다이아 섹시 디바
- 2017년 MBC Every 1 《크로스컨트리》
- 2019년  태국 PPTV 《Food truck battle Season 1》

## 수상 목록
- 2015년 2월 26일 제12회 한국대중음악상 네티즌이 뽑은 올해의 음악인상